# Callichilia barteri
Callichilia barteri är en oleanderväxtart som först beskrevs av Joseph Dalton Hooker, och fick sitt nu gällande namn av Otto Stapf. Callichilia barteri ingår i släktet Callichilia och familjen oleanderväxter. Inga underarter finns listade i Catalogue of Life.